# Jeff Feuerzeig
Jeff Feuerzeig, né en 1964, est un réalisateur et scénariste américain connu pour The Devil and Daniel Johnston (en), film sur l'artiste et musicien culte Daniel Johnston et pour lequel il a reçu le prix du meilleur réalisateur de film documentaire au Festival du film de Sundance 2005.

## Filmographie partielle

### Comme réalisateur
- 1990 : Jon Hendricks: The Freddie Sessions
- 1993 : Half Japanese: The Band That Would Be King
- 2005 : The Devil and Daniel Johnston (en)
- 2011 : The Dude
- 2011 : The Real Rocky (TV)
- 2016 : Author: The JT LeRoy Story (en)

### Comme scénariste
- 2017 : Outsider (Chuck)